# عبدالله سمامی
عبدالله سمامی (زاده ۱۳۵۳ لنگرود) نایب‌رئیس کانون وکلای دادگستری مرکز، نایب‌رئیس پیشین و عضو فعلی کمیته اخلاق فدراسیون فوتبال ایران، عضو هیئت‌مدیره کانون وکلای دادگستری مرکز، رئیس کمیته امور حقوقی و انضباطی فدراسیون قایقرانی، عضو کمیته قضایی فدراسیون بوکس و از مطرح‌ترین وکلا در زمینه حقوق ورزشی می‌باشد. وی وکیل دادگستری، مدرس دانشگاه، عضو پیشین هیئت رئیسه کانون وکلای دادگستری مرکز، و از کارشناسان و نویسندگان شاخص در زمینه تخلفات انتظامی وکلای دادگستری می‌باشد. ریاست کانون حقوق‌دانان حزب کارگزاران سازندگی، عضویت در انجمن نویسندگان اهل قلم و همچنین انتخاب به عنوان هیئت رئیسه و دادرس اصلی دادگاه انتظامی  کانون وکلای دادگستری مرکز از دیگر سوابق وی می‌باشد.

## تألیفات و آثار
- «تخلفات انتظامی وکلا (مجموعه مطالب، نظریات مشورتی و آراء شعب دادگاه انتظامی)».
- ش‍رح‍ی ب‍ر آیی‍ن دادرس‍ی دادگ‍اه‍ه‍ای ع‍م‍وم‍ی و ان‍ق‍لاب
- «مصادیق رفتار خلاف شان وکالت».
- «تخلفات انتظامی وکلای دادگستری و کارآموزان وکالت».[۳۱][۳۲][۳۳][۳۴][۳۵][۳۶][۳۷][۳۸][۳۹][۴۰]